# Orfeo jobim
Orfeo jobim är en spindelart som beskrevs av Miller 2007. Orfeo jobim ingår i släktet Orfeo och familjen täckvävarspindlar. Inga underarter finns listade i Catalogue of Life.